# Lexibook
Lexibook ist der Name mehrerer Computermodelle für Kinder. Hersteller ist die Unternehmensgruppe Lexibook, die sich auf Unterhaltungselektronik spezialisiert hat. Nach Angabe des Herstellers sollen bereits 25 Millionen Lexibooks verkauft worden sein.
Angeboten werden folgende Geräte:
- Die Notebooks Lexibook Laptop (u. a. mit Office und Kindersicherung zur Kontrolle des Internetsurfens) und Littlest Pet Shop Lexibook Laptop Master (Computer für Mädchen mit Lernsoftware vom 2. bis 5. Schuljahr) mit Microsoft Windows CE 6.0 R3 und Festplatte enthält u. a. 128 MB RAM-Speicher, USB-Anschlüsse im veralteten 1.1-Standard, Ethernet und ein Touchpad.
- Die Tablet-Computer Lexibook Tablet Master und Lexibook Tablet Junior (letzterer mit Anschluss für eine Docking-Station) auf Basis von Android 4.0. Zur Hardwareausstattung gehören 4 GB RAM und eine WLAN-Schnittstelle und einen 7-Zoll-Touchscreen. Die vorkonfigurierten Systeme enthalten Multimedia- und Grafikanwendungen sowie Spiele und je nach Modell multimediale Inhalte in unterschiedlichem Umfang. Eine Kindersicherung verhindert uneingeschränktes Internetsurfen.

Weiterhin wird zu allen Geräten passendes Zubehör (Hard- und Software) angeboten.